# Nicarete melanura
Nicarete melanura là một loài bọ cánh cứng trong họ Cerambycidae.